# Rapid E-Learning
Rapid E-Learning ist ein Ansatz für das Lernen in computerbasierten, in der Regel Intranet- oder Internet-vernetzten Lernumgebungen, der sich ganz auf die Lernziele konzentriert – schließlich folgt dieser streng den Prinzipien des Unterrichtsdesigns – und rigoros alle nebensächlichen und irrelevanten Dinge beseitigt, die im gewöhnlichen Setting (d. h. unter Normalbedingungen) E-Learning befrachten würden.
Besagter Ansatz wird besonders gern in der Geschäftswelt und im Unternehmensbereich (etwa für die Personalentwicklung) eingesetzt – und auch überall dort, wo Dinge vermittelt werden sollen und zugleich Zeit als besonders kostbare Ressource angesehen wird und Ortsnähe nicht immer gegeben ist.
Mit Rapid E-Learning geht die „schnelle Erstellung von Lerninhalten für ein festgelegtes Ziel in einer festgelegten Qualität“ einher.

## Begriffsbestimmungen, nähere begriffliche Eingrenzungen
Rapid E-Learning ist konzipiert als maßgeschneidertes E-Learning, das Zeit und Kosten reduziert.
Rapid E-Learning kann eine solche Einsparung bieten durch:
- Befolgen von Designprinzipien für die Erfüllung der Instruktionen des Instruktionsdesigns und Reduzierung von sämtlichem unnötigen Schnickschnack
- Nutzung verfügbarer Inhalte, etwa Kursunterlagen vorangehend abgehaltener Kurse, Medienelemente, Tonaufnahmen oder Videos
- Verwenden von Autorenwerkzeugen und Vorlagen
- Einhaltung eines agilen, iterativen Kursentwicklungsprozesses für die Erstellung eines Rapid-E-Learning-Seminars oder -Kurses und der zugehörigen Veranstaltung desselben in Form von Projektmanagement, bei dem Planung, Design und Entwicklung gleichzeitig erfolgen.

In der Geschäftswelt und im Unternehmensbereich findet Rapid E-Learning durchaus Anklang.

In der Geschäfts- und Unternehmenswelt basieren Rapid-E-Learning-Kurse auf leistungsbasierten Lernzielen, die wiederum an den Unternehmenszielen (etwa Geschäftszielen) ausgerichtet sind. Lernziele werden bereits in der Planungsphase festgelegt und von Fachexperten verifiziert, sodass Stakeholder und das Personalentwicklungsteam des Unternehmens diesbezüglich zu einem Einvernehmen gelangen können. Dadurch werden potenzielle Fehler vermieden, die sich in der Folge auswirken könnten. Auch werden die Anforderungen festgelegt und die Art und Weise, wie der gesamte Kurs in Bezug auf Inhalt, Unterrichtsgestaltung, Interaktivität und Bewertungen gestaltet wird.
Rapid E-Learning stellt eine zeitsparende Option für „kleine und mittlere Unternehmen“ (sogenannte KMUs) dar.

## Softwaretechnische Werkzeuge des Rapid-E-Learnings
Der Gebrauch von „Rapid-E-Learning-Tools“ wurde ursprünglich als Hilfsmethodik zur zeiteffizienten Erstellung von E-Learning-Kursen betrachtet.
Mit Rapid-E-Learning-Tools wird der Erstellungsprozess vereinfacht, verkürzt und verbilligt. Erreicht wird dies vor allem durch den Einsatz von klaren, vorgegebenen Strukturen im Layout, dem Inhalt, den möglichen Darstellungen und Interaktionen, sowie des Erstellprozesses selbst. Die Autoren haben nur ein bestimmtes, vorgegebenes Set von Gestaltungsmöglichkeiten, die sie verwenden können. Dabei sollen Experten und Fachautoren sofort mit den ihnen bekannten Mitteln beginnen können und die Technik selbst steht eher im Hintergrund.
Der Unterschied zur Produktion von WBTs bzw. CBTs liegt darin, dass die Inhalte nicht erst mit einem mehr oder minder komplizierten Autorensystem erstellt und dann auf eine Webpräsenz hochgeladen werden müssen. Die Grundlage stellen meist bereits vorhandene Dateien aus bekannten Standard-Anwendungen (wie z. B. Microsoft-Office-Dokumente, OpenDocument-Dokumente, PDF-Dateien) dar, welche mit Ergänzungsmodulen in sogenannte Lernbausteine umgewandelt werden können.
Der Erfolg der Rapid-E-Learning-Tools hat vor allem ökonomische Gründe. Eine breite Basis von Dozenten und Organisationen sind erstmals in der Lage, Online-Kurse ohne die Hilfe eines E-Learning-Teams zu erstellen.

## Best-Practice-Beispiele
Nachdem sich nun Rapid E-Learning zu einem integralen Bestandteil der weltweiten Autorenpraxis entwickelt hat, fokussieren sich einige Autoren und Beratungsunternehmungen darauf, wie gute Kompromisse zwischen der ökonomischen Notwendigkeit für Rapid E-Learning einerseits und der pädagogischen Zielsetzung nach gutem Instruktionsdesign andererseits erreicht werden können.
Diese Best-practice-Beispiele schließen ein:
- Um einen zielvaliden Unterricht zu gewährleisten, müssen vor dem Entwurf der Unterrichtseinheit als E-Learning-Einheit die Lehrziele, Brutto- und Netto-Lehrstoff und die zu verwendenden Lehrmethoden erarbeitet werden.[2]
- Die Bedürfnisse der Lernenden sollten im Vordergrund stehen.
- Das Instruktionsdesign sollte entscheiden, welche Teile eines Kurses als Online-Kurs zur Verfügung gestellt werden und welche Teile als Präsenzunterricht.
- Web-2.0-Werkzeuge und Learning Management Systeme erlauben es, Online-Kurse und Interaktionsmöglichkeiten zu Blended-Learning-Kursen zu kombinieren
- Die Verwendung von Präsentationsfolien bietet sich vor allem zur Kursstrukturierung an, während sich Mindmapping zur besseren Darstellung von Information eignet.[3]

Eine der Anfänge des Rapid E-Learnings besteht darin, dass das Rapid Learning Institute den Begriff „rapid learning“ unter anderem auch dafür verwendete, um damit die Geschwindigkeit zu kennzeichnen, mit der gelernt werden kann. Ebenso wurde der Zeitaufwand ins Visier genommen, der fürs Lernen aufgewendet wird. Aber auch die lernpsychologisch relevante menschliche Aufnahmefähigkeit wurde adressiert: So kreierte das RLI unter anderem etwa Mikro-Lerneinheiten, die zwischen sechs und zehn Minuten dauern (sogenannte Quick Takes). Dies ist nach wie vor ein brauchbares Element des Unterrichtsdesigns, das eingesetzt werden kann.

## Vorbehalte gegen Rapid E-Learning, Missverständnisse und Klarstellungen
Lernende stehen selbstgesteuertem Lernen aufgrund möglicherweise aufkommender Langeweile sowie fehlender Interaktionen, Korrekturen und Erfolgserlebnissen seit langem skeptisch gegenüber. Dennoch erscheint es möglich, Szenarien zu entwickeln, in denen Information in Rapid E-Learning-Modulen – beispielsweise als Flash-Dateien auf Learning Management Systemen – zur Verfügung gestellt wird, und weitere Lernaktivitäten über Blogs, Wikis, Foren oder Videokonferenzen durchgeführt werden.
Ein weit verbreitetes Missverständnis über Rapid E-Learning besteht darin, dass die Kurse für umgewandelte, aufgehübschte PowerPoint-Präsentationsfolien-Vorräte gehalten werden, die wenig oder gar keine Interaktivität erfordern. Zwar trifft es zu, dass komplexe Interaktivitäten in der Ausgestaltung eines Kurses beim Rapid E-Learning oft vermieden werden, doch liegt dies allenfalls daran, dass komplexe Interaktivitäten mehr Zeit und Kosten für die Entwicklung benötigen.
Das bedeutet jedoch nicht, dass mit Rapid E-Learning entwickelte Kurse nur Folien und Videos seien, bei denen man einfach weiterklicken kann. Die vorurteilsbehaftete Sichtweise ist etwa darauf zurückzuführen, dass Kreativität und Engagement zuweilen fälschlich mit komplexen Interaktivitäten in der Ausgestaltung eines Kurses gleichgesetzt werden, obwohl besagtes Engagement wesentlich von der Wirksamkeit von zeitgemäßen Lehr-Lern-Konzepten abhängt, – Engagement, für welches Rapid E-Learning viel Gestaltungsspielraum bietet.
Eine Antwort auf die genannten Probleme könnten folgende Techniken bieten:
- eine Verwendung von Szenarien, Fallstudien und Comicstrips, um Lernende durch Geschichtenerzählen zu fesseln,
- eine Verwendung von sogenannten „emotionalen Eisbrechern“ zu Beginn des Kurses, um die Aufmerksamkeit der Lernenden zu gewinnen,
- eine Personalisierung des Kurses, indem man die Lernenden um Folgendes bittet:

− Geben Sie zu Beginn des Kurses ihre Namen ein … Sämtliche Personen werden während des gesamten Kurses mit Namen persönlich angesprochen

− Wählen Sie je nach Beruf aus verschiedenen Avataren/Rollen aus
- Verwendung von gamifizierten formativen Beurteilungen, um die Motivation der Lernenden zu steigern.

## Bemerkungen über die am Markt erhältliche Software
Etliche Rapid E-Learning-Softwarewerkzeuge mit unterschiedlichsten Möglichkeiten sind kommerziell verfügbar. Die meisten davon sind Autorenwerkzeuge, die Rapid E-Learning als Feature beinhalten. Einige dieser Werkzeuge, die einen höheren Bekanntheitsgrad erreicht haben, sind ActivePresenter, Adobe Captivate, Alphastudy, Articulate Presenter, Rapid Intake, iSpring Suite, Coggno, Dokeos, Lectora, Odijoo, SmarterU Udutu and Wondershare PPT2Flash.
Einige dieser Werkzeuge behandeln jede Folie als Lernobjekt und erlauben es, Tests und Online-Aktivitäten zwischen den Folien hinzuzufügen. Ein Teil dieser Werkzeuge sind Online-Dienste, andere Desktop-Anwendungen.
Ein Markttrend ist weiterhin die Kombination von Rapid E-Learning mit Screencasts (das Filmen des eigenen Bildschirms einschließlich der Mausbewegungen), um sowohl einen Foliensatz als auch Anwendungsdemonstrationen nutzen zu können. Diese Kombination ist insbesondere bei Einführungskursen zu Software-Produkten sinnvoll.